# Disteghil Sar
Il Distaghil Sar è la montagna più alta della catena dell'Hispar Muztagh, appartenente alla catena montuosa del Karakoram situato nel Nord del Pakistan. Con i suoi 7.885 metri sul livello del mare è la 19ª montagna più alta della Terra e il settimo picco più alto del Pakistan.
Il Distaghil Sar è stato scalato per la prima volta nel 1960 da G. Starker e D. Marchart appartenenti ad una spedizione austriaca guidata da Wolfgang Stefan.